# Guilden Sutton
Guilden Sutton es una localidad situada en la autoridad unitaria de Chesire Oeste y Chester, en el condado de Cheshire, en Inglaterra (Reino Unido), con una población estimada a mediados de 2016 de 1423 habitantes.
Se encuentra ubicada al sur de la región Noroeste de Inglaterra, cerca de la frontera con Gales, de la costa del mar de Irlanda y a poca distancia al sur de la ciudad de Liverpool.